# Supreme Commander 2
Supreme Commander 2 (с англ. — «Верхо́вный главнокома́ндующий 2») — компьютерная игра в жанре стратегии в реальном времени, разработанная компанией Gas Powered Games для платформ Windows и Xbox 360 и изданная Square Enix; сиквел игры Supreme Commander. Выпуск игры состоялся 2 и 16 марта 2010 года для платформ Windows и Xbox 360 соответственно.

## Игровой процесс
В скирмише и мультиплеере игрок начинает сражение со своим БКЦ (Бронированым Командным Центром), сильным юнитом, который может самостоятельно строить здания и сражаться с противником. Для добычи материи и энергии используются специальные здания. Очки исследования могут быть потрачены на получение различных бонусов, влияющих на боевые и экспериментальные юниты, на улучшение БКЦ, а также на здания.

## Сюжет
Действие игры разворачивается через двадцать пять лет после концовки первой части. Из-за убийства недавно избранного президента Коалиции Защиты Колоний произошёл разрыв мирных отношений между Объединённой Федерацией Земли, Эон (Просветлёнными) и Нацией Кибран.
Первая кампания, посвящённая ОФЗ (Объединённой Федерации Земли), ведётся от лица офицера Доминика Мэддокса, женатого на Просветлённой. Он сражается с Кибранами, пока его руководство не объявляет всех Просветлённых террористами, поручив ему миссию очистить от них его родной город. Мэддокс восстаёт против своего начальства и отстраняет своего командира от власти. После этого он уничтожает правительство ОФЗ и находит портал на планету Серафим-VII, открывая доступ ко второй кампании.
Вторая кампания посвящена Эон и командиру Талии Каэл, желающей восстановить былое величие Просветлённых. Позднее к ней присоединяется командующий Уильям Годж, который в предпоследней миссии уничтожает город Просветлённых и перечисляет все ужасные деяния Талии.
Третья кампания, посвящённая Кибранам, ведётся от лица Ивана Брэкмана — экспериментального генетического соединения (клона) доктора Густава Бракмана и элитного командира Достьи, — старого знакомого Мэддокса, который сражается под руководством доктора.
Заключительная битва происходит на поверхности древнего экспериментального терраформера Шива Прайм, но командующему Годжу удаётся спастись и засесть на планете в лаборатории вместе с создателем Ивана Брэкмана. После сражения Иван уничтожает терраформер, несмотря на протесты своего создателя.

## Демо-версия
24 февраля 2010 года демо-версия игры Supreme Commander 2 была выложена на сервисе цифровой дистрибуции Steam. Демо состоялo из 2 уровней обучения и 2 уровней игровой кампании за фракцию Объединённой Федерации Земли, но не имело skirmish-режима и мультиплеера.

## Критика
| Сводный рейтинг | Сводный рейтинг | Сводный рейтинг |
| Издание         | Оценка          | Оценка          |
| Издание         | PC              | Xbox 360        |
| --------------- | --------------- | --------------- |
| GameRankings    | 77,33 %         | 76,50 %         |

### Зарубежная
По состоянию на 23 мая 2010 года Supreme Commander 2 на сайте Metacritic завоевал рейтинг в 77 баллов.

Дакота Грабовски с сайта GameZone присудила игре 7/10, заявив следующее: 
Говоря конкретно, Supreme Commander 2 — это сто́ящая стратегия в реальном времени (RTS) для определённой аудитории, вплоть до случайных (казуальных) игроков, которые предпочитают играть в подобный жанр игр, лишь когда выпадает свободное время. Хардкорных фанатов сразу же отпугнут изменения в игре и отказ от определённых элементов, из-за чего они, вероятно, предпочтут попробовать демо-версию, прежде чем тратить свою с трудом зарабатываемую наличность на Supreme Commander 2.

### Российская
Крупнейший российский портал игр Absolute Games поставил игре 70 %. Обозреватель отметил интересные нововведения в игре, к недостаткам были отнесены слабый AI и нарушения в игровом балансе. Вердикт: «После таких сиквелов и возникают предубеждения в духе „консоли — зло“. Я уверен, что Supreme Commander 2 соберёт свою аудиторию (на X360 со стратегиями туго), но продолжение, смахивающее на сокращённый оригинал, — это грустно. Supreme Commander, несмотря на недостатки, была уникальной. Вторая часть превратилась в „ещё одну sci-fi RTS“ с парой хороших идей и далеко не безупречным балансом».
Журнал «Игромания» поставил игре 8 баллов из 10, сделав следующее заключение: «В принципе, если вы пришли сюда ради мультиплеера, на всё это можно закрыть глаза. С другой стороны, когда вспоминаешь, что в самом ближайшем будущем выходит StarCraft 2, в котором с дизайном и одиночной игрой почти наверняка всё будет отлично, делается очень грустно».
Журнал «Лучшие компьютерные игры» наградил игру короной, поставив ей 80 %. Вывод: «Мостики между глобальным стратегическим планированием и быстрой тактикой возможны. В одной игре и по движению колёсика мыши. Мистер Тейлор снова сделал это».

## Продажи
Летом 2018 года благодаря уязвимости в защите Steam Web API стало известно, что точное количество пользователей сервиса Steam, которые играли в игру хотя бы один раз, составляет 1 048 307 человек.